# Pothyne sericeomaculata
Pothyne sericeomaculata är en skalbaggsart som beskrevs av Stephan von Breuning 1950. Pothyne sericeomaculata ingår i släktet Pothyne och familjen långhorningar.
Artens utbredningsområde är Myanmar. Inga underarter finns listade i Catalogue of Life.